# Coenosia pudorosa
Coenosia pudorosa är en tvåvingeart som beskrevs av Collin 1953. Coenosia pudorosa ingår i släktet Coenosia och familjen husflugor. Arten är reproducerande i Sverige. Inga underarter finns listade i Catalogue of Life.